# علم تحليل الجليد بالأشعة
علم تحليل الجليد بالأشعة أو علم الإشعاع الجليدي (بالإنجليزية: Radioglaciology)، هو دراسة الأنهار الجليدية والصفائح الجليدية والغطاء الجليدي والأقمار الجليدية باستخدام الرادار الخارق للجليد. يستخدم عطرق تحليل مُشابهة للرادار الأرضي ويعمل عادةً على ترددات في أجزاء التردد المتوسط MF والتردد المرتفع HF والتردد شديد الارتفاع VHF والتردد فائق الارتفاع UHF من الطيف الراديوي.     تُعرف هذه التقنية أيضًا باسم «رادار اختراق الجليد (IPR)» أو «الاستشعار بالصدى الراديوي (RES)».
تُعد الأنهار الجليدية مناسبة بشكل خاص للتحليل بالرادار بسبب موصليتها الكهربائية، والجزء التخيلي من السماحية، والامتصاص العازل للجليد صغير عند الترددات الراديوية مما يؤدي إلى انخفاض قيم التوهين. يتيح هذا اكتشاف أصداء من قاعدة الغطاء الجليدي من خلال سماكات الجليد الذي تزيد عن 4 كم.   كان الرصد تحت السطح للكتل الجليدية باستخدام الموجات الراديوية تقنية جيوفيزيائية متكاملة ومتطورة في علم الجليد لأكثر من نصف قرن.         كانت أكثر استخداماته انتشارًا هي قياس سمك الجليد، وتضاريس المناطق تحت الجليدية، وطبقات الجليد.    وقد تم استخدامه أيضًا لمراقبة الظروف الجليدية تحت الجليدية والصفائح الجليدية والأنهار الجليدية، بما في ذلك علم المياه، والحالة الحرارية، والتراكم، وتاريخ التدفق، ونسيج الجليد، وجيولوجيا القاع.  في علم الكواكب، تم استخدام الرادار المخترق للجليد أيضًا لاستكشاف باطن القمم الجليدية القطبية على المريخ والمذنبات.    ومن المقرر إرسال بعثات لاستكشاف أقمار المشتري الجليدية.  